# 카를로비바리주

카를로비바리 주의 위치

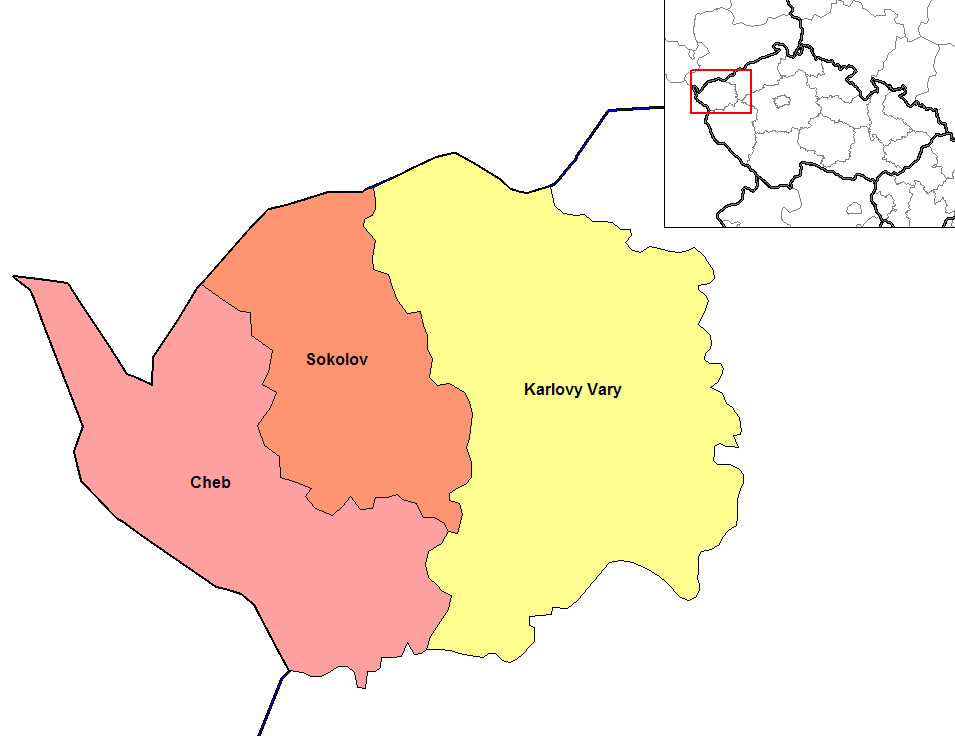
카를로비바리 주가 관할하는 구

카를로비바리주(체코어: Karlovarský kraj 카를로바르스키 크라이[*])는 체코 보헤미아 지방 서부에 위치한 주로, 주도는 카를로비바리이며 면적은 3,314km2, 인구는 314,441명(2011년 3월 기준), 인구 밀도는 95명/km2이다. 3개 구(헤프구, 카를로비바리구, 소콜로프구)를 관할한다.
북동쪽으로는 우스티주, 남동쪽과 남쪽으로는 플젠 주와 접하며 북쪽과 서쪽으로는 독일과 국경을 접한다.

주기
주 문장